# Pansarvärnspjäs 1110
Pansarvärnspjäs 1110 (Pvpj 1110) — шведська 90 мм безвідкатна гармата також широко відома як Pv-1110. Надійшла на озброєння на початку 1960-х років і була знята з озброєння шведської армії наприкінці 1990-х після того, як було виготовлено 1600 шт. Близько 300 одиниць зброї було передано до Естонії, Латвії та Литви.
Pvpj 1100 зазвичай буксирували або встановлювали на вантажівку Pansarvärnspjästerrängbil 9031 Volvo. З кінця 1970-х років її також встановлювали на Terrängbil 11 і Bandvagn 2062.
Для війни в Арктиці її також можна було встановити на пульку яку тягнуть двоє лижників.
Pvpj 1110 оснащений оптичним прицілом і має запасний залізний приціл.
Цей тип використовувався ірландською армією в буксируваному вигляді та експериментально встановлювався на шасі танка Comet замість башти.

## Боєприпаси
Боєприпас складається зі снаряда, який вставляється в латунну гільзу patronhylsa m/59, утворюючи патрон. Ці ж снаряди використовувалися в основному озброєнні Infanterikanonvagn 91, але з іншим корпусом. Pvpj1110 призначений також для стрільби кумулятивними трасерами. Шведське позначення цих типів- spårljuspansarspränggranat (slpsgr).
- Spårljuspansarspränggranat m/62, a 10.7 кг кумулятивний снаряд, що пробиває 380 мм катаної однорідної броні (RHA).
- Spårljusövningsgranat m/62, 10.7 кг тренувальний снаряд (без наповнення вибухівкою) з трасером.
- Spårljuspansarspränggranat m/77, an 11.2 кг кумулятивний снаряд, що пробиває 500 мм RHA.
- Spårljuspansarspränggranat m/84, a 10 кг кумулятивний снаряд, що пробиває 800 мм RHA.

## Користувачі
- Домініканська республіка
- Естонія: Ліга оборони Естонії
- Ірландія (знято)
- Ірак
- Латвія: Національна гвардія Латвії
- Литва: Збройні сили Литви.
- Україна: Збройні сили України.
- Швеція (знято з експлуатації, але зберігається на складах)